# Samtgemeinde Gellersen
La comunità amministrativa di Gellersen (Samtgemeinde Gellersen) si trova nel circondario di Luneburgo nella Bassa Sassonia, in Germania.

## Suddivisione
Comprende 4 comuni:
1. Kirchgellersen
2. Reppenstedt
3. Südergellersen
4. Westergellersen

Il capoluogo è Reppenstedt.